# 陸前高田バイパス
- 日本の道路 > 一般国道 > 国道45号 > 陸前高田バイパス
- 日本の道路 > 一般国道 > 国道340号 > 陸前高田バイパス

陸前高田バイパス（りくぜんたかたバイパス）は、陸前高田市の国道45号および国道340号のバイパス道路である。

## 国道45号

### 概要
陸前高田市街の混雑および狭隘箇所を避ける形で建設されたバイパス。340号との交点は国道284号の起点にもなっている。北口はランプと踏切（大船渡線と県道38号が交差）が一緒になった珍しい形の立体交差であった。震災により橋梁と線路が流出し、鉄道路盤上に盛土をする形で復旧された。
なお、三陸縦貫自動車道のルートには組み込まれない。

#### 路線データ

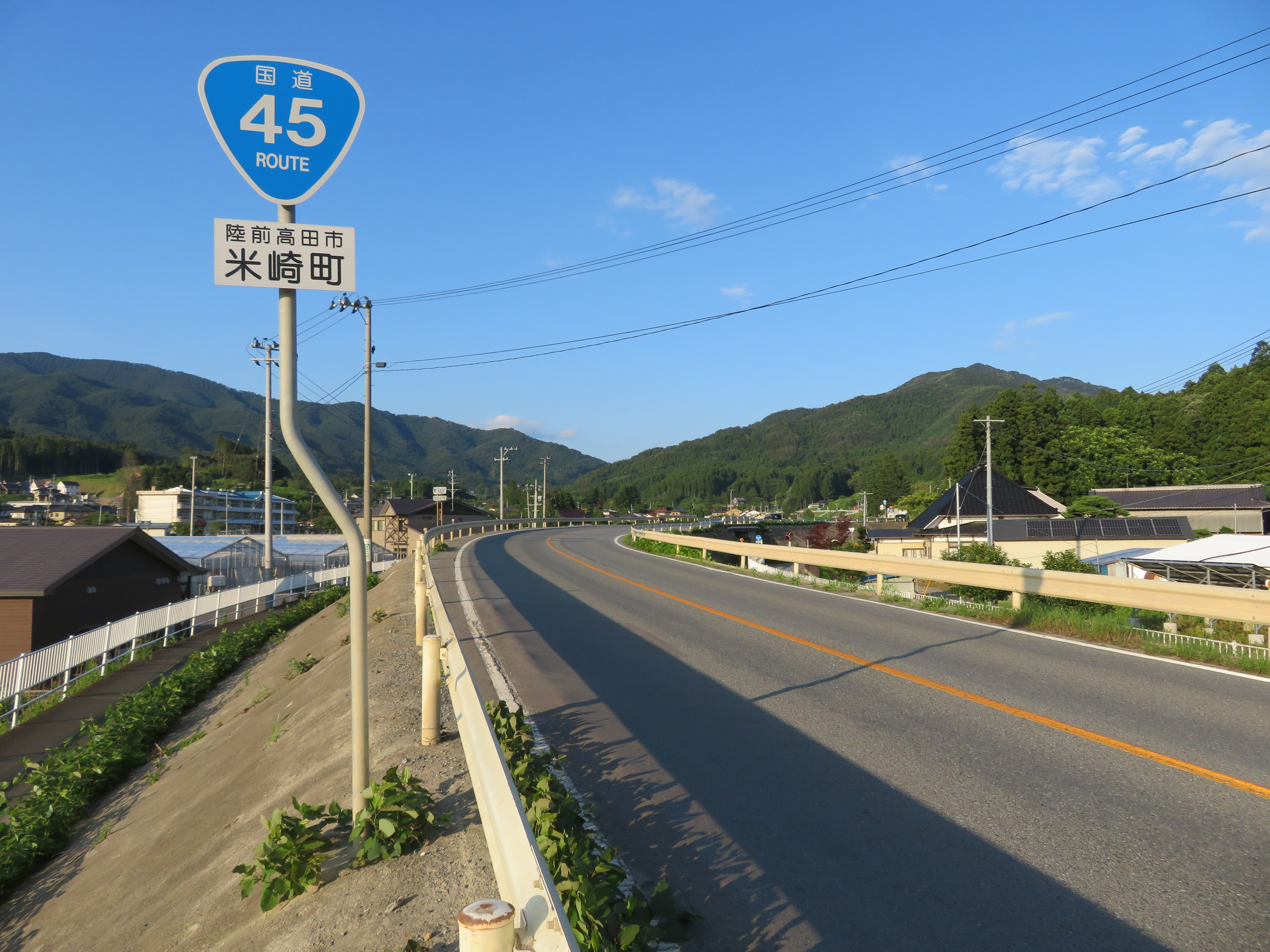
岩手県陸前高田市米崎町付近

- 起点 : 陸前高田市気仙町字小渕（気仙大橋西丁字路）
- 終点 : 陸前高田市米崎町字沼田（岩手県道38号大船渡広田陸前高田線・岩手県道141号陸前高田停車場線との交点）

## 国道340号

### 概要
国道340号高田バイパスは、陸前高田市内にある直角コーナーを解消する目的で建設。併せて沿道の土地区画整理事業も実施され、1999年7月高田町字大石沖までの高田工区が開通。その後2008年2月16日に栃ヶ沢地区にある急勾配を緩和するために現道の東側へと延伸され竹駒地区の約1.1 kmが供用開始され、翌2009年3月25日には竹駒工区の市道相川鳴石線関連が開通して全通となった。三陸縦貫自動車道陸前高田ICと接続している。

### 路線データ
- 起点 : 陸前高田市気仙町字土手影（国道45号との交点）
- 終点 : 陸前高田市竹駒町字十日市場